# Droits de l'homme en Espagne
L’Espagne garantit de nombreux droits et libertés fondamentaux telles que la liberté d'expression, la liberté de presse et la liberté de culte, qui sont inscrits dans sa constitution, notamment en son chapitre 2 nommé "des droits et libertés".

## Libertés individuelles
Depuis la chute de l'Espagne franquiste en 1975, la situation des droits de l'homme s'est grandement améliorée, le gouvernement espagnol étant désormais une démocratie avec une monarchie constitutionnelle, État membre de l'Union européenne depuis le 1er janvier 1986 et donc signataire de la Convention européenne des droits de l'homme. 
Le mariage homosexuel en Espagne a été légalisé en 2005.

## Libertés politiques
Les élections sont libres et équitables. 
Le pouvoir judiciaire est indépendant.
Sur l'Indice de perception de la corruption établi par l'ONG Transparency International, l'Espagne est classée 30e en 2010 sur 182 pays. 
En termes de liberté de presse, l'Espagne occupe en 2013 la 36e place du Press Freedom Index établi par l'ONG française Reporters sans frontières.

## Langues régionales, provinciales ou minoritaires
L'Espagne a signé le 5 novembre 1992 la Charte européenne des langues régionales ou minoritaires, qui est entrée en vigueur le 1er août 2001.
Si le castillan (ou espagnol) est la langue officielle en Espagne, la Constitution espagnole de 1978 (article 3) prévoit un statut global des langues d'Espagne, et les questions liées à chacune (dont délimitation, normalisation, enseignement, etc.) font partie des statuts d'autonomie de chacune des régions concernées.

### Langues de statut co-officiel
En plus du castillan, 4 langues ont un statut co-officiel dans les Communautés autonomes d'Espagne suivantes :
- le basque (euskera) pour la Communauté autonome du Pays basque et en Navarre (partie nord).
- le catalan (català) en Catalogne, dans les îles Baléares et dans la Communauté valencienne (où il est nommé valencien)
- le galicien (galego) en Galice.
- l'aranais (aranés) en Val d'Aran (comarca et vallée des Pyrénées catalanes). L'aranais est une variété régionale de gascon (apparenté à l'occitan).

Au total, trois de ces langues chevauchent en fait la frontière franco-espagnole.

### Lieux et langues de statut légal
D'autre part, sans y être co-officielles, ont un statut légal dans certaines provinces : l'aragonais (en province de Huesca au nord de l'Aragon) ; le catalan dans la frange est de l'Aragon ; l'asturien ou léonais (llïonés, asturianu) (groupe astur-léonais) (statut d'autonomie des Asturies et de Castille-et-León).